# Serra da Estrela
Serra da Estrela er den højeste bjergkæde i Portugal og indeholder det højeste bjerg på det portugisiske fastland (Ponta do Pico på Azorerne er højere) med en højde på 1993 meter over havet. Toppen kaldes Torre (betyder "tårn") og ligger i Loriga i kommunen Seia. Der er et skicenter i området ved navn Vodafone skicenter.
Bjergkæden, som ligger mellem kommunerne Seia og Covilhã, er cirka 100 km lang og 30 km på det bredeste. Den består af en stor granitryg som en gang dannede Portugals sydlige grænse. Med stejle bakketoppe, floder og indsøer, smukke skove og flot udsigt, er området et af de flotteste naturområder i landet. 
Bjergkæden er i dag en del af en naturpark med gode muligheder for skisport. 
Der er tre floder som har sine udspring i Serra da Estrela: Mondego, som er den største flod som løber indenfor Portugals grænser, Zêzere, som er en sideflod til Tejo, Alva, en sideflod til Mondego. 
Serra da Estrela-hunden (Cão da Serra da Estrela) er en hunderace som har fået navn efter området. 